# Agapetus diversus
Agapetus diversus är en nattsländeart som först beskrevs av Mclachlan 1884.  Agapetus diversus ingår i släktet Agapetus och familjen stenhusnattsländor. Inga underarter finns listade i Catalogue of Life.